# تسلل (رياضات)

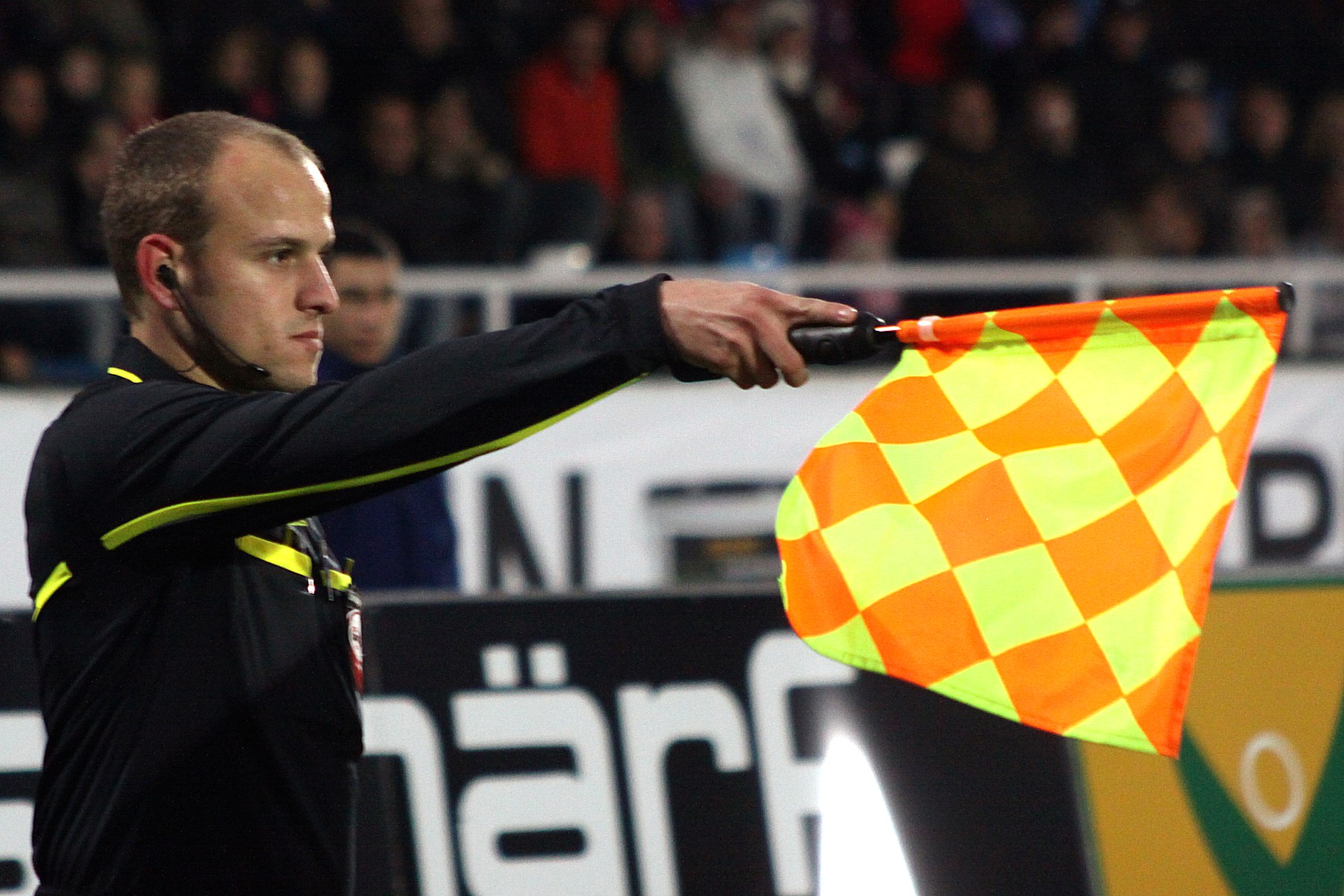
كليمنس شوتنغروبر، حكم من النمسا؛ هنا بصفته حكم مساعد، يُعلن موقف التسلل.

المهاجم الأزرق الموجود على يسار الرسم البياني في موقف تسلل لأنه أمام ثاني آخر مدافع (المشار إليه بالخط المنقط) والكرة. لاحظ أن هذا لا يعني بالضرورة أنهم يرتكبون مخالفة التسلل.

التسلل (بالإنجليزية: Offside)‏ هو قاعدة تستخدمها العديد من الرياضات الجماعية المختلفة لتنظيم جوانب تمركز اللاعبين. تُستخدم بشكل خاص في الرياضات الميدانية بقواعد مستمدة من قواعد كرة القدم الجماعية، مثل كرة القدم، وكرة الرغبي، ودوري الرغبي، وفي الرياضات المماثلة التي تعتمد على العصا والكرة مثل هوكي الجليد، وكرة المكنسة [الإنجليزية]، وهوكي الميدان، وباندي.

## غرض قواعد التسلل
إن قواعد التسلل مصممة بشكل عام لضمان لعب اللاعبين معًا كفريق واحد، ولا يتم وضع لاعب واحد أو عدد قليل من اللاعبين بالقرب من مرمى الخصم (مراقبة المرمى) لمحاولة الحصول على تمريرة سهلة لتسجيل هدف دون وجود لاعبين من الفريق المنافس بالقرب منهم. ومع ذلك، فإن تطبيق قواعد التسلل وإنفاذها قد يكون معقدًا، وقد يكون مربكًا في بعض الأحيان للاعبين الجدد وكذلك للمتفرجين.

## التاريخ
كلمة «تسلل» تأتي من مصطلح عسكري للرجل المحاصر خلف خطوط العدو، حيث يقال إنه مُتسلل. ترجع قواعد التسلل إلى قواعد كرة القدم التي تم تطويرها في المدارس العامة الإنجليزية في أوائل القرن التاسع عشر. كانت قواعد التسلل هذه غالبًا أكثر صرامة من تلك الموجودة في الألعاب الحديثة. في بعضها، كان اللاعب يُعتبر مُتسللاً إذا كان يقف أمام الكرة فقط. كان هذا مشابهًا لقانون التسلل الحالي في لعبة الرغبي، والذي يعاقب أي لاعب بين الكرة ومرمى الخصم. على النقيض من ذلك، لم تكن قوانين شفيلد الأصلية تحتوي على قاعدة تسلل، وكان اللاعبون المعروفون باسم «الركلات الطويلة» يتمركزون بشكل دائم بالقرب من مرمى الخصم.

## قواعد التسلل في الرياضات المختلفة
- رموز كرة القدم
  - التسلل (كرة القدم الأمريكية والكندية) [الإنجليزية]
  - التسلل (كرة القدم)
  - التسلل (رغبي) [الإنجليزية]
- الهوكي
  - التسلل (باندي) [الإنجليزية]
  - التسلل (هوكي الجليد) [الإنجليزية]

انظر أيضًا
- التسلل (هوكي الميدان) [الإنجليزية]—تاريخيًا جزء من الرياضة، ولكن تم إلغاؤه رسميًا في عام 1998

## رياضات بارزة لا يوجد بها قاعدة التسلل
في حين أن معظم رياضات كرة القدم و'الأهداف' قد وضعت قاعدة للتسلل، إلا أن هناك قانونين، كرة القدم الأسترالية وكرة القدم الغيلية، لا يوجد بهما قاعدة للتسلل. والنتيجة المترتبة على هذه الرياضات (وكذلك رياضات القذف والكاموجي وكرة السلة التي لا يوجد بها قاعدة للتسلل) هي الميل القوي إلى المراقبة التكتيكية، حيث يراقب كل لاعب عن كثب، ويراقبه رقم خصمه طوال المباراة.
تشمل الرياضات التي لا يوجد بها قاعدة التسلل ما يلي:
- كرة القدم الأسترالية
- كرة القدم الغيلية والقذف
- إصدارات "قصيرة الجانب" من كرة القدم التي تضم أقل من 11 لاعبًا في كل جانب، بما في ذلك كرة الصالات، وكرة القدم الشاطئية، وكرة القدم الخماسية، وكرة القدم المصغرة
- كرة السلة—مع خمسة لاعبين فقط، يمكن للفريق الذي يتقدم لاعب واحد بشكل كبير على الفريق المنافس أن يسجل بسهولة ضده الفريق المنافس. ومع ذلك، يحاول بعض اللاعبين والفرق هذه الاستراتيجية، المعروفة باسم اختيار الكرز، في محاولة للحصول على ميزة من خلال تسجيل سلال سهلة، بدرجات متفاوتة من النجاح. هناك أيضًا قاعدة الثلاث ثوانٍ والتي تساعد في منع اللاعبين من التباطؤ بالقرب من سلة الخصم، مما يؤدي فعليًا إلى إنشاء خط تسلل ناعم حول المفتاح.
- هوكي الميدان منذ عام 1998.
- رينجيت
- كرة الحلبة
- الرياضات الشبكية مثل الكرة الطائرة وكرة المضرب—تعمل الشبكة كحاجز بين الفرق أو اللاعبين المتنافسين. ومع ذلك، فإن الكرة الطائرة لها قواعد تحدد اللاعبين الذين يمكنهم «ضرب» الكرة (ضربها لأسفل عندما تكون أعلى من ارتفاع الشبكة) وأين.
- إسكواش وكرة الراح—غالبًا ما يكون اللاعبون المنافسون قريبين جدًا من بعضهم البعض وقد يتم استبعادهم إذا تدخل لاعب في قدرة اللاعب المنافس على الحصول على فرصة عادلة لضرب الكرة.
- كرة الأرض

## في الثقافة الشعبية
في كرة القدم، يستخدم الدفاع غالبًا تكتيك 'الخروج'، والتحرك للأمام في انسجام خلف اللاعب المهاجم وتنبيه الحكم على الفور برفع ذراعه، للإعلان عن تسلل المهاجم المنافس، وهي الحركة المعروفة باسم 'فتح مصيدة التسلل'. كان أحد الفرق المعروفة بشكل خاص باستخدامه ومهارته في هذا التكتيك هو نادي أرسنال في أواخر الثمانينيات، والذي تمت الإشارة إليه بشكل كوميدي في فيلم كل ما هو مطلوب عندما أدركت مجموعة من الراقصين المبتدئين الذكور الذين يكافحون مع تصميم الرقصات أن خطوة رئيسية تكرر'الرباعي الخلفي' لفريق آرسنال الذي فتح مصيدة التسلل. أشار قائد فريق آرسنال، توني آدامز، إلى كل من التكتيك والفيلم عند الأداء في سلسلة رقص ستريكتلي كوم لعام 2022.